# Dragoljub Đuričić
Dragoljub Đuričić (cirilica: Драгољуб Ђуричић), črnogorski bobnar in glasbenik, * 10. februar 1953, Cetinje, SFR Jugoslavija, † 15. marec 2021, Beograd, Srbija.
Javnosti je bil znan kot bobnar skupin YU Grupa, Leb i sol in Kerber, kot član spremljevalni skupin Zdravka Čolića, Đorđa Balaševića in Nikole Čuturila ter po svoji solo karieri.

## Življenjepis
Đuričić se je rodil leta 1953 na Cetinju. Nastopati je začel z glasbenimi skupinami iz Herceg Novega, pri katerih je igral kitaro. Ko je postal član skupine Krune, je zamenjal bas kitaro za bobne. Po odhodu od Korun je igral pri skupinah Veritas 19 in Exodus. V tem času je treniral tudi vaterpolo in plavanje ter osvojil več medalj na tekmovanjih.
Prve studijske posnetke je naredil kot član zasedbe Bokelji, s katero je snemal ljudske pesmi iz Dalmacije. Avgusta 1975 se je preselil v Beograd. Najprej je v Beogradu živel kot brezdomec, potem pa se je pridružil beograjskim glasbenikom, ki so se zbirali v lokalu Šumatovac. Kmalu je odšel na sovjetsko turnejo kot član spremljevalne zasedbe nekaterih jugoslovanskih pop pevcev. Leta 1976 je postal član zasedbe Ribeli, ki se je, po prihodu Dada Topića, preimenovala v Mama Co Co. S to zasedbo je Đuričić spremljal številne jugoslovanske pop zvezde, leta 1978 pa je bil član spremljevalne zasedbe Zdravka Čolića na njegovi turneji Putujući zemljotres.
Konec leta 1978 je Đuričić postal član progresivne rock/hard rock zasedbe YU Grupa, s katero je leta 1979 posnel album Samo napred.... Leta 1981 je postal član skupine Leb i sol, s katero je posnel albume Sledovanje (1982), Kalabalak (1983), Tangenta (1984) in dvojni album v živo Akustična trauma (1982), s skupino pa je koncertiral po Evropi in ZDA. Leta 1982 so Leb i sol preživeli dva meseca in pol na ameriški turneji z gledališčem KPGR, ki je izvedel igro Oslobođenje Skoplja, ki jo je režiral Ljubiša Ristić, Đuričić pa je igral vlogo Crazy Vana. Leta 1985 je zapustil Leb i sol in se pridružil hard rock skupini Kerber, s katero je posnel albume Seobe (1986), Ljudi i bogovi (1988), Peta strana sveta (1990) in album v živo 121288 (1989).
V času sodelovanja v skupini Kerber, je Đuričić sodeloval tudi z drugimi izvajalci. Leta 1986, ko je alternativni rock glasbenik Rambo Amadeus začel s svojo kariero, sta on in Đuričić nastopala v zasedbi, ko je Đuričić bobnal, Rambo Amadeus pa je pel. Na teh koncertih je Rambo Amadeus namesto mikrofona uporabljal megafon. Leta 1987 sta Đuričić in bobnar Ivan Fece v Študentskem kulturnem centru Beograd izvedla koncert, na katerem sta igrala številne priredbe, večine skladb skupine The Beatles, ki sta jih izvedla s tolkali. Koncert je bil prirejen ob 70. obletnici Oktobrske revolucije. Leta 1988 je igral bobne na albumu Nikole Čuturila, 9 lakih komada, igral pa je tudi v zasedbi Laki Band, s katero je Čuturilo promoviral izdani album. Leta 1989 je Đuričić igral bobne tudi na Čuturilovem albumu Raskršće.
V Leb i sol se je Đuričić vrnil leta 1990. Posnetek koncerta skupine v New Yorku, je izšel na albumu v živo Live in New York leta 1991. V tem času je Đuričić sodeloval tudi z Đorđem Balaševićem in je igral bobne na njegovem albumu Jedan od onih života... in postal član njegove spremljevalne skupine.
Leta 1996 in 1997 se je udeležil protestov v Srbiji in bil del skupine mladih bobnarjev, ki so dajali tempo protestnikom. Konec leta 1997 je začel s prirejanjem koncertov, na katerih je igral z bobnarjem Lavom Bratušo, tolkalistom Urošem Šećerovom in znanim igralcem ter bobnarjem Bogdanom Diklićem. Posnetek koncerta Tria Dragoljuba Đuričića, ki se je odvil 7. februarja 1988, je izšel na albumu Two Drums & Percussion. Na tem koncertu so se triu pridružili še bobnar Bogdan Diklić, novinar Ivan Ivačković in slikar Janoš Mesaroš. Aprila 1989 je trio nastopal v Montreuxu, med igranjem na kuhinjske posode pa se jim je pridružil še Albert von Thurn und Taxis. Leta 1998 sta Đuričić in hip-hop glasbenik Voodoo Popeye posnela nogometno pesem "Imamo iDeju", ki je izšla na kompilacijskem albumu Fudbalske himne 98. Istega leta je zopet sodeloval na turneji Zdravka Čolića kot član njegove spremljevalne zasedbe. Konec februarja 1998 je Đuričić s Šećerovom, Bratušo, Godalnim orkestrom sv. Jurija, skladateljem Zoranom Erićem, zborom in dvajsetimi mladimi bobnarji, izvedel koncert v beograjskem Sava Centru. Konec leta 1999 se je Đuričić pridružil skupini ekonomistov G17 Plus kot kulturni svetovalec, udeležil pa se je tudi volilne kampanje na strani Demokratične opozicije Srbije.
Po padcu Slobodana Miloševića, je Đuričić nadaljeval z nastopi s skupino mladih bobnarjev, s katero je otvoril Theatre Spectacle v Zürichu in Poletni jazz festival v Kumanovem. Svoj drugi studijski album, Ritam slobode, je posnel s svojo skupino Drums Company, ki so jo sestavljali Maša Božović, Lav Bratuša in Ivan Dimitrijević. Na albumu je sodelovalo več gostov: flavtist Bora Dugić, godalni kvartet Belotti, violinist Dobrica Vasić in drugi.

## Snemanja in drugi projekti
V času, ko je bil član skupine Kerber, je Đuričić sodeloval z Dejanom Cukićem na njegovem albumu Spori ritam in Nebojšo Krstićem ter Srđanom Šaprom na njunem albumu Poslednja mladost u Jugoslaviji. Leta 1988 je sodeloval pri snemanju jazz albuma Ritual, pianista Vladimirja Maričića in njegove skupine Ritual Band.
Napisal je glasbo za gledališke igre Zapali me, Alisa u zemlji čuda, Anitina čarobna soba, Art (rež. Alisa Stojanović), Cyrano de Bergerac (rež. Bule Goncić), Reservoir Dogs (rež. Omar Abu El Rub), Policajci (rež. Darijan Mihajlović), Djetinjarije (rež. Dušan Petrović), Popcorn in Bliže (soavtor glasbe s Kokijem Dimuševskim). Kot bobnar je igral v gledališki igri Kako je divan taj prizor..., ki jo je režiral Ljubivoje Tadić.
Đuričić se je ukvarjal tudi s slikanjem, predvsem z akti in pointilizmom. Med drugim je ilustriral knjigo Rubato, Vladimirja Savića, in knjigo pesmi Kuća od stakla, Tatjane Debeljački.

## Zapuščina
Mirko Jakovljević je leta 2001 napisal Đuričićevo biografijo z naslovom Ritam slobode Dragoljuba Đuričića.

## Izbrana diskografija
| - Two Drums & Percussion (1998) - kot Dragoljub Đuričić Trio - Ritam slobode (2001) - kot Dragoljub Đuričić & the Drums Company - Samo napred... (1979) - Sledovanje (1981) - Akustična trauma (1982) - Kalabalak (1983) - Tangenta (1984) - Live in New York (1991) - Seobe (1986) - Ljudi i bogovi (1988) - 121288 (1989) - Peta strana sveta (1990) | - 9 lakih komada (1988) - Raskršće (1989) - Jedan od onih života... (1993) - "Imamo iDeju" (1998) - Arena 2005 – Beogradska Arena: Uživo (2005) - Spori ritam (1987) - Vruće osvežavajuće (1987) - Poslednja mladost u Jugoslaviji (1987) |